# Victoria Villarruel
Victoria Eugenia Villarruel (Buenos Aires, 13 de abril de 1975) es una abogada, escritora, activista y política argentina, actual vicepresidenta de la Nación Argentina desde el 10 de diciembre de 2023, bajo la presidencia de Javier Milei. Ha sido descrita como una política ultraconservadora. Debido a su rol como vicepresidenta, Villarruel es también presidenta del Senado de la Nación. Es fundadora de la asociación civil Centro de Estudios Legales sobre el Terrorismo y sus Víctimas (CELTYV), la cual preside desde sus inicios.
En noviembre del 2021, fue electa como diputada nacional en las elecciones legislativas en la coalición La Libertad Avanza con el 17 % de los votos junto a Javier Milei, quien encabezaba la lista. Ingresaron al Congreso como diputados por la Ciudad Autónoma de Buenos Aires. En 2023 integró la fórmula presidencial encabezada por Javier Milei, que ganó las elecciones presidenciales. Villarruel integró la coalición La Libertad Avanza, secundando a Milei, desde su constitución en 2021, pero no pertenece al partido del mismo nombre, fundado en 2024 y liderado por Milei y su hermana Karina.

## Biografía

### Familia y formación académica
Victoria Villarruel nació el 13 de abril de 1975, en la ciudad de Buenos Aires (Argentina). Es nieta del militar e historiador Laurio Hedelvio Destéfani e hija del teniente coronel retirado Eduardo Villarruel, un militar perteneciente al Ejército Argentino, veterano de la guerra de Malvinas y quien fue segundo jefe de la Compañía de Comandos 602, al mando de Aldo Rico y participó del Operativo Independencia durante el gobierno constitucional de María Estela Martínez de Perón. Ella relató que su padre había permanecido prisionero y encañonado por el ERP (Ejército Revolucionario del Pueblo) durante la toma del Comando de Sanidad de 1973. En 1987 su padre participó en las sublevaciones Carapintadas en contra del gobierno de Raúl Alfonsín y el entonces ministro de Defensa Horacio Jaunarena ordenó su arresto por negarse a prestar juramento a la Constitución Nacional y promover que sus subalternos tampoco lo hicieran.
Su tío Ernesto Guillermo Villarruel fue procesado en 2015 por el presunto delito de privación ilegal de la libertad dentro de la causa por los crímenes del centro clandestino de detención El Vesubio. El 29 de diciembre de 2016 el juez suspendió el avance del expediente contra el tío de Villarruel por «incapacidad sobreviniente», es decir porque su salud no le permitía continuar con el proceso judicial.
Victoria Villarruel realizó sus últimos años de estudios secundarios en el Instituto Social Militar Dr. Dámaso Centeno,una conocida escuela del barrio de Primera Junta que depende del Ministerio de Defensa.  Estudió  derecho  y egresó como abogada de la Facultad de Derecho de la Universidad de Buenos Aires y como técnica de seguridad urbana y portuaria de la Universidad Tecnológica Nacional. Durante 2008 realizó un curso de coordinación interinstitucional y lucha contra el terrorismo en el Centro de Estudios de Defensa Hemisférica William J. Perry, una institución dependiente de la Universidad de Defensa Nacional establecida en Washington D. C.
Es feligresa de una iglesia de la Fraternidad Sacerdotal San Pío X.

## Pensamiento
El pensamiento político de Victoria Villarruel ha sido descrito como ultraconservador. Villarruel está en contra de la eutanasia, del aborto, del matrimonio igualitario y de la ESI o educación sexual integral, además de expresarse en contra de lo que denomina «ideología de género». Ha sido acusada de defender o reivindicar a la dictadura cívico-militar autodenominada Proceso de Reorganización Nacional. Según sus dichos, una parte de la sociedad argentina asume que alguien apoya a la dictadura por no estar de acuerdo con lo hecho por las organizaciones guerrilleras.
En su disertación en el Oslo Freedom Forum de 2011, cuestionó a lo que según su opinión es la «historia oficial» de la Argentina moderna. Para Villarruel, en la historia oficial se omite que el accionar de los grupos guerrilleros fue parte la Guerra Fría y se lo ubica solo durante lo que ella llama «guerra sucia» en 1976-1983, cuando en la Argentina gobernaba la dictadura cívico-militar autodenominado Proceso de Reorganización Nacional. Villarruel indicó que dicho accionar para ella es terrorismo y se lo debe ubicar desde antes de 1976, y que se incrementó en especial luego del restablecimiento de la democracia el 25 de mayo de 1973, tras los indultos a condenados de grupos guerrilleros. Según ella, los grupos Ejército Revolucionario del Pueblo y Montoneros tenían vínculos con el régimen de Fidel Castro en Cuba y con la Organización de Liberación de Palestina. De 1969 a 1980, según Villarruel, se cometieron más de 21 000 atentados en Argentina por parte de dichos grupos armados. También señaló que esta historia luego fue cubierta por los gobiernos kirchneristas y que a exmiembros de grupos guerrilleros de la década de 1970 se les dio protección y cargos en el Estado.
Villarruel sostuvo en varias oportunidades que las víctimas del accionar de las organizaciones armadas como Montoneros o el ERP en Argentina han pasado décadas esperando justicia, reconocimiento y reparación. Según ella, ningún esfuerzo por garantizar los derechos de estas víctimas ha tenido éxito en los tribunales argentinos; ha descrito el accionar de los jueces han servido como «garantes de la impunidad de terroristas». Como titular del CELTYV, consiguió elaborar un listado de 17 380 personas de víctimas del accionar de los grupos guerrilleros en Argentina, y agregó que esta cifra es «preliminar». En su libro Hijos de los 70 comparte una lista de 1010 víctimas civiles de la guerrilla entre 1969 y 1979, lista que incluye miembros del Ejército argentino, la policía, civiles y 84 personas sin identificar, por nombre y apellido.
En una columna de opinión para Infobae en 2019 reivindicó el partido español de ultraderecha Vox. Villarruel firmó la Carta de Madrid, un documento liderado por el partido político de extrema derecha español Vox, que califica como «criminales» y «parte de una conspiración global influenciada por Cuba» a ciertos grupos de izquierda de Iberoamérica.
Está a favor del servicio militar obligatorio en Argentina, como se documenta en una publicación vía Instagram del 2 de mayo de 2022. La publicación generó revuelo en redes un año y medio después, en plena campaña electoral. A raíz de las diversas críticas, Villarruel editó la publicación y aclaró que «no es aplicable al contexto actual», por lo que no debe tomarse como propuesta de campaña.

## Activismo

### AFyAPPA,Proyecto VerdadyJóvenes por la Verdad
Victoria Vllarruel condujo un programa de radio llamado Proyecto Verdad a principios de los años 2000. Empezó su activismo político como parte del grupo de Karina Mujica, presidente de la asociación Memoria completa, según declaraciones del mayor retirado Pedro Rafael Mercado, marido de Cecilia Pando. Tiempo después Villarruel y Mujica se habrían peleado.
Villarruel fue parte de la Asociación de Familiares y Amigos de los Presos Políticos de la Argentina (AFyAPPA), de la cual Pando era presidenta. «(Villarruel) me estimuló para que hiciera una asociación que protegiera a los militares que estaban ilegalmente detenidos», dijo Pando. Villarruel protestó frente a los tribunales de Comodoro Py junto a Pando para reclamar la libertad de los condenados por crímenes de lesa humanidad durante el Proceso de Reorganización Nacional.
Según Mercado, entre 2001 y 2003 fue parte de las reuniones donde se conformaría después Jóvenes por la Verdad, un grupo del que fue miembro, dedicado a organizar visitas a Jorge Rafael Videla mientras estaba detenido en arresto domiciliario, y que también se encargaba de juntar cartas para el represor de la ESMA Ricardo Cavallo mientras estaba preso en España, consiguiéndole Villarruel personalmente a Mercado y a su hijo un encuentro con Videla.
Villarruel ha reconocido encuentros con Videla, Etchecolatz, y otros condenados por delitos de lesa humanidad diciendo «cuando me reuní fue porque estaba investigando para un libro y también me reuní con Montoneros que agredieron a las víctimas que represento hace 18 años. Lo que hice es algo plenamente legal, eso te permite conocer la historia». Sin embargo, Villarruel realizó más visitas a condenados por desapariciones, violaciones sexuales y robos de bebés entre 2014 y 2016, después de la publicación de sus libros.
En el caso de Etchecolatz, Villaruel figuraba como contacto en el cuaderno con el cual el excomisario organizaba su defensa en su juicio por crímenes de lesa humanidad en 2006. De acuerdo a una investigación realizada por la revista Noticias, otro militar de la dictadura con el cual Victoria Villarruel tiene relación personal y a quien trata como mentor político es Alberto González, un ex oficial de inteligencia del Grupo de Tareas 3.2.2 de la ESMA condenado a tres cadenas perpetuas distintas por delitos de desaparición de 875 víctimas. En dicha investigación se destaca que según los testimonios Cecilia Pando y Nicolás Márquez, González es el autor de los libros que firma Villarruel.

### CELTYV

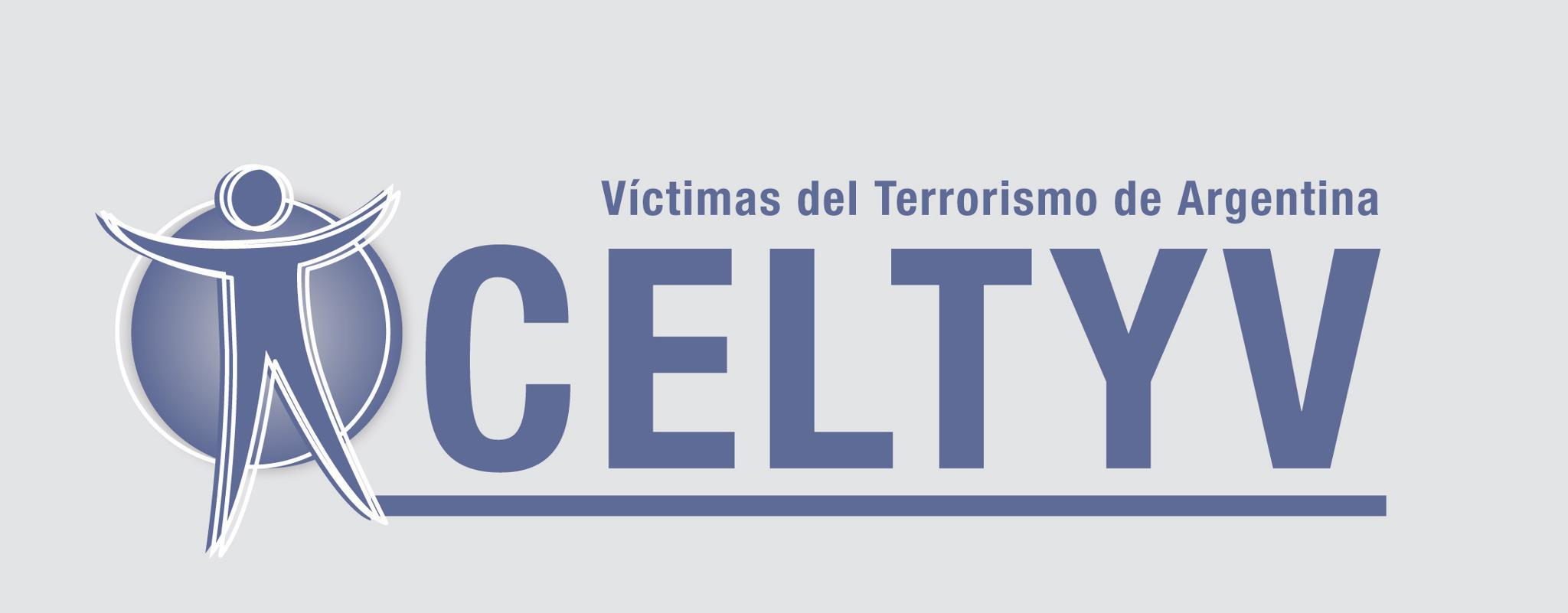
Centro de Estudios Legales sobre el Terrorismo y sus Víctimas.

En 2003 fundó el Centro de Estudios Legales sobre el Terrorismo y sus Víctimas (CELTYV), que es una rama de la Asociación Unidad Argentina (Aunar), creada en 1993 y que tuvo como máximo exponente al exjefe de inteligencia del Comando de Institutos Militares durante la dictadura militar, Fernando Exequiel Verplaetsen, con el objetivo de «contabilizar, defender, y darle voz a las víctimas de terrorismo de izquierda en Argentina», ocasionadas antes y durante la dictadura denominada Proceso de Reorganización Nacional en Argentina, aunque algunos autores sostienen que «el real objetivo del CELTYV es la victimización del sector militar, ligado a dicho organismo civil, siguiendo parámetros establecidos por la memoria de los organismos de DDHH utilizándolos para criticar dicha memoria, a la que se cataloga de sectaria». Este centro obtuvo el carácter de organización civil en 2006.
Como representante de esa organización, y por la polémica que ha causado, ha sido entrevistada por el Wall Street Journal, el periódico español ABC, entre otros medios escritos y televisivos.
Disertó en el Oslo Freedom Forum de 2011, donde cuestionó a lo que según su opinión es la «historia oficial» de la Argentina moderna.
En 2019 apoyó la iniciativa del entonces secretario de Derechos Humanos Claudio Avruj quien afirmó que se encontraba «trabajando para que haya una ley reparatoria» que admita una indemnización a familiares de soldados caídos en enfrentamientos con guerrilleros durante el Gobierno de María Estela Martínez de Perón (1974-1976).

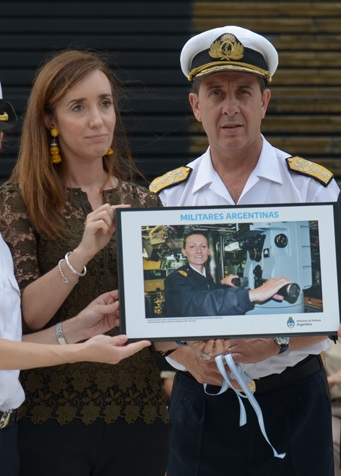
Victoria Villarruel y el contraalmirante Julio Horacio Guardia. Homenaje a la teniente de navío Eliana Krawczyk en marzo de 2021.

## Actividad política
Entre el 8 de julio de 2022 y el 19 de julio de 2024 ejerció la Presidencia del Partido Demócrata de la Provincia de Buenos Aires.

## Carrera política

### Diputada de la Nación
Villarruel se postuló como candidata a diputada nacional por la Ciudad Autónoma de Buenos Aires en la lista encabezada por Javier Milei.
Durante su campaña, el 14 de noviembre del 2021 se realizó un acto en el Luna Park organizado por el espacio político La Libertad Avanza en el marco de las elecciones legislativas que se llevaron a cabo durante ese día. En ese contexto una persona rompió la barrera de seguridad e intentó trepar al escenario en el que exponía la candidata a diputada nacional Victoria Villarruel, por lo que de inmediato apareció en escena un custodio quien se interpuso y amagó con sacar su arma, mientras la candidata ni se inmutó. Todo el suceso quedó filmado.
Fue electa como diputada, quedando así su lista en el tercer puesto con el 17,04 % de los votos.
En julio de 2022, Victoria se afilió al Partido Demócrata de la Provincia de Buenos Aires, donde fue electa presidente del mismo el 8 de julio de 2022. En diciembre fue nombrada secretaria general del Partido Demócrata Nacional.

### Candidatura vicepresidencial 2023
El 8 de mayo de 2023, se confirmó y 15 de mayo se oficializó su candidatura a la vicepresidencia de la Nación por el frente La Libertad Avanza las elecciones, acompañando en la boleta a Javier Milei.
Como parte de las promesas de campaña, anunció su intención de abrir una auditoria a las indemnizaciones estatales a familiares de desaparecidos de la dictadura, debido a supuestas irregularidades con las cuales se habrían otorgado. Planea elevar en forma progresiva el presupuesto a defensa nacional a un 2 % del PBI en un período de ocho años. Según el diario El País, lo haría redireccionando fondos de los ministerios de Salud, Educación, Trabajo, Ambiente y Mujeres.

### Vicepresidencia (2023-presente)

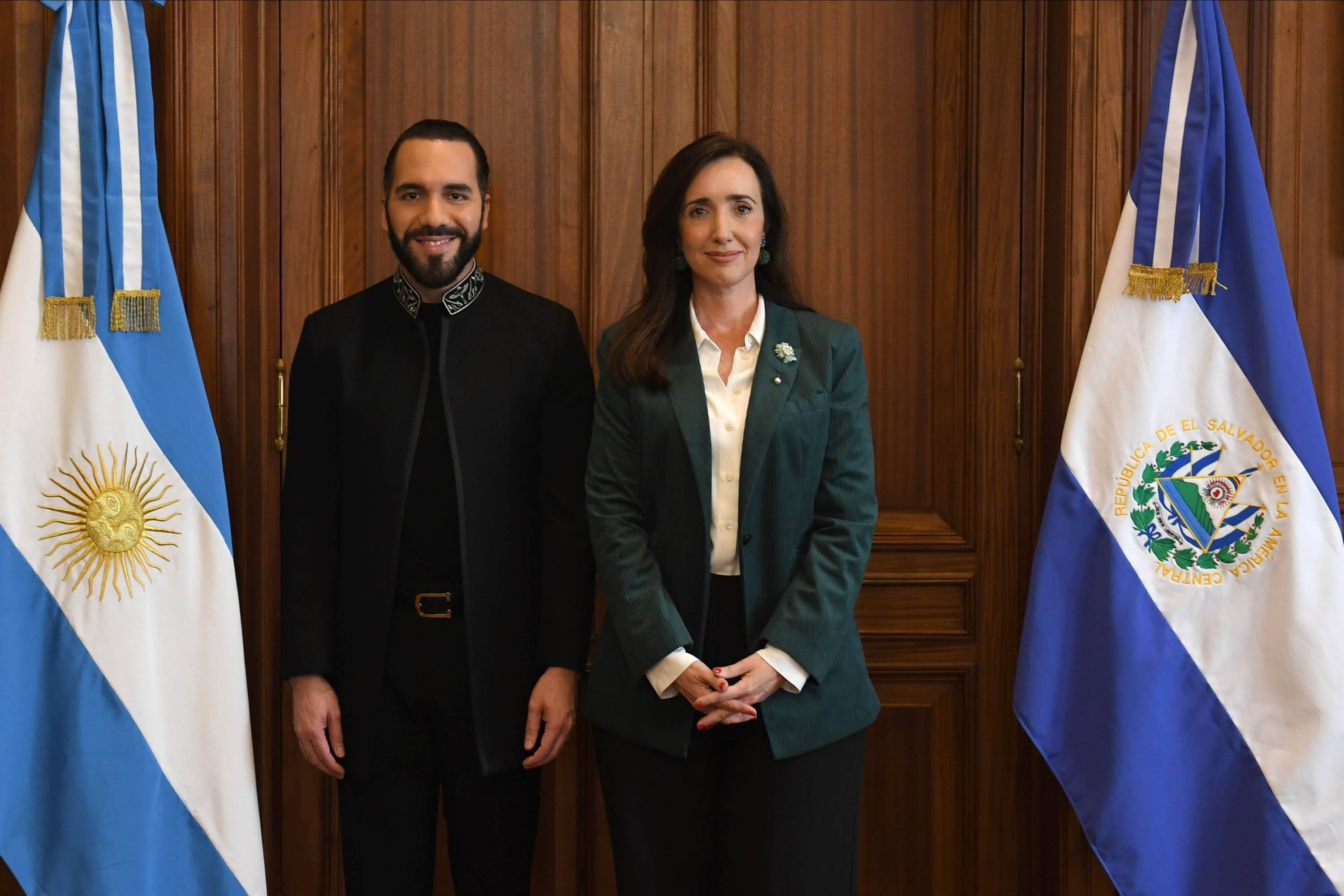
Villarruel y Nayib Bukele en octubre de 2024

Villarruel asumió la vicepresidencia de la Nación el 10 de diciembre de 2023, luego de que en las elecciones presidenciales de 2023 la fórmula encabezada por Javier Milei ganara la contienda en segunda vuelta con el 55.65 % de los votos.
Es la cuarta mujer de la historia nacional en desempeñar la vicepresidencia, sus antecesoras fueron Isabel Perón, Gabriela Michetti y Cristina Fernández de Kirchner.
Tras ser desplazada de la toma de decisiones directas en los Ministerios de Seguridad y de Defensa, la vicepresidenta electa se centró principalmente en auditar y ajustar los gastos del Senado de la Nación Argentina, desarticulando comisiones parlamentarias ineficientes y removiendo bustos que bajo su criterio ocupaban lugares que no les correspondía, como el del expresidente Néstor Kirchner.

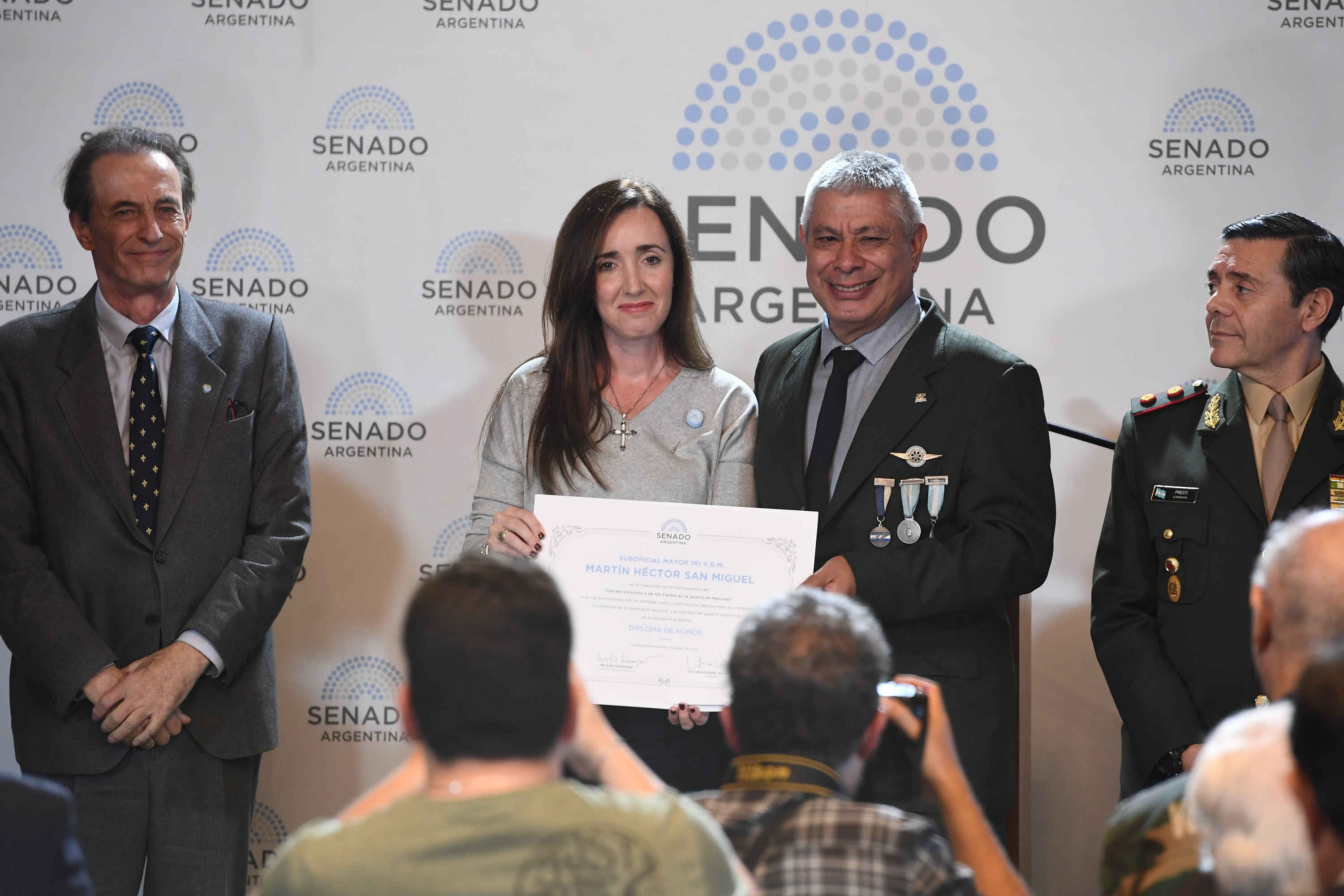
Villarruel hace entrega de diplomas de honor a Veteranos de la Guerra de Malvinas en 2024.

Su rol como vicepresidenta fue valorada positivamente por una nota del Financial Times, expresando que Villarruel se encontraba preparada hace años para la política, resaltando sus modos políticos y capacidad de diálogo institucional. En esta misma línea y tras habilitar el tratamiento del Decreto de Necesidad y Urgencia 70/2023 con resultados negativos, se rumoreó que el Gobierno Nacional acusó a la Presidenta del Senado de tener una agenda propia, mencionando las visitas a distintas provincias, su contacto con distintos gobernadores y una reunión con Mauricio Macri; motivos por el cual el Ejecutivo la habría tenido bajo la mira y se estableció una relación tensa entre el Poder Ejecutivo y el Legislativo. Finalmente, tras meses de especulaciones y de tensiones, el presidente Javier Milei confirmo en una entrevista televisiva que el vínculo con su vicepresidenta estaba completamente roto y que Villarruel no tenía injerencias en la toma de las decisiones del gobierno, acusándola de no asistir a ninguna de las reuniones de gabinete y de estar cómoda cerca de lo que el propio Milei denominó casta política.
En su agenda participa de diversos actores sobre la gesta de Malvinas y las Fuerzas Armadas. En este marco, la vicepresidenta volvió a diferenciarse del gobierno al realizar críticas muy duras hacia la canciller Diana Mondino por un acuerdo realizado con el Reino Unido relacionado con las islas Malvinas alegando que "Este acuerdo solo hace más rentable la ocupación de nuestras islas por los británicos".
En el marco del tratamiento de la Ley de Bases y Puntos de Partida para la Libertad de los Argentinos, Villarruel demostró una vez más sus cualidades políticas al garantizar que el Senado de la Nación Argentina continúe con el tratamiento de la Ley pese a los conflictos sociales que se sucedían a raíz de distintas manifestaciones, logrando abortar maniobras de la oposición que buscaban suspender la sesión. Finalmente, la vicepresidenta de la Nación fue la encargada de garantizar la sanción de la Ley, ya que tras un empate técnico y en función de sus deberes constitucionales, desempato la contienda votando positivamente a favor del proyecto legislativo.
Villarruel renunció a la presidencia del Partido Demócrata públicamente el 26 de junio de 2024, aunque declarando que lo había hecho "hace tiempo", sin notificar antes a su partido.
En octubre del 2024, Villarruel realizó su primera gira internacional como vicepresidenta; realizó un viaje a España para participar de una conferencia sobre terrorismo organizada por la ONU, allí se reunió con el Rey Felipe VI y con líderes de la derecha española, como el líder del Partido Popular, Alberto Núñez Feijóo y con Pedro Rollán Ojeda. Su gira finalizó con su llegada a la Ciudad del Vaticano, en donde tuvo una audiencia con el papa Francisco en un encuentro que duró casi una hora.
En el Día de la Lealtad Peronista, Villarruel reveló haber realizado una visita a la expresidenta María Estela Martínez de Perón en su residencia de Villafranca del Castillo, España. La vicepresidenta alegó querer reivindicar la figura de la viuda de Perón, inaugurando un busto de la expresidenta en el Senado de la Nación Argentina en honor a sus acciones contra la guerrilla. Por ese acontecimiento, fue duramente criticada por la ministra de seguridad Patricia Bullrich quien afirmó que la vicepresidente estaba intentando un camino separado del Gobierno.  En noviembre de ese mismo año el presidente Javier Gerardo Milei hizo declaraciones  afirmando que la vicepresidenta Villarruel ya no tenía injerencia alguna en el gobierno. El día 25 de mayo de 2025 en la ceremonia del Te Deum el presidente Milei evitó saludar al jefe de gobierno de la ciudad de Buenos Aires Jorge Macri y a la vicepresidente  Victoria Villarruel. En respuesta Villarruel hizo declaraciones a la prensa al respecto. El 9 de julio de 2025  la vicepresidenta viajó a Tucumán, a diferencia del presidente Milei que suspendió su viaje aduciendo problemas  en las condiciones climáticas que afectaban los vuelos.   El día jueves 10 de julio Villarruel presidió la sesión del Senado en la cual se aprobaron varios proyectos de ley impulsados por la oposición política y principalmente por los gobernadores de diferentes espacios. Entre ellos un incremento a los jubilados, una moratoria para personas a punto de jubilarse, una ley de combustibles y otra para los discapacitados. Dichas leyes según el presidente lesionaban el superávit fiscal primario que había conseguido el gobierno. Villarruel ese mismo día fue criticada por funcionarios del gobierno debido a su rol  en el Senado durante el debate y la votación del paquete de leyes  y por el mismo presidente Milei que la llamó "traidora" aunque sin mencionarla explícitamente.   Días después Villarruel hizo declaraciones por sus redes sociales cuestionando el ajuste en jubilados y discapacitados y señalando los gastos en viajes presidenciales y en aportes a  tareas de inteligencia.  El hecho consumó el rompimiento entre  Victoria Villarruel y el presidente Javier Gerardo Milei. El día 22 de julio el presidente  Milei en el acto partidario de su espacio realizado  en Córdoba  denominado " La Derecha Fest" llamó a Villarruel de " bruta traidora". Villarruel se llamó a silencio y otros funcionarios como el ministro Petri y el vocero presidencial Adorni realizaron   otras declaraciones críticas contra la vicepresidente.  El 31 de julio el presidente Milei responsabilizó a Victoria Villarruel por la corrida del dólar oficial. 
En respuesta a todos estos cuestionamientos desde el espacio político oficialista Victoria Villarruel procedió a radicar una denuncia  el lunes 4 de agosto  contra  el español  Francisco Javier García   Negre,  dueño y director del medio La Derecha Diario, un aliado del presidente Milei. La denuncia realizada en el juzgado número 7  fue  por intimidación  pública, amenaza de rebelión  y  otros delitos. La vicepresidenta argumentó ser objeto de una campaña de amenazas y  hostigamiento.  Javier Negre como respuesta hizo declaraciones comparando a Victoria Villarruel con  el político español Pedro Sánchez y  aludiendo a una supuesta enfermedad mental de la vicepresidenta argentina.  Además de  Negre, en una segunda demanda presentada por Victoria Villarruel  fue denunciada la diputada libertaria Lilia Lemoine por insultos, improperios e incitación al odio y  el influencer Nicolás Márquez   

#### Dependencias del Senado
| Dependencias de la Presidencia del Senado de Victoria Villarruel | Dependencias de la Presidencia del Senado de Victoria Villarruel | Dependencias de la Presidencia del Senado de Victoria Villarruel |
| Cartera                                                          | Titular                                                          | Período                                                          |
| ---------------------------------------------------------------- | ---------------------------------------------------------------- | ---------------------------------------------------------------- |
| Secretaría Administrativa                                        | María Laura Izzo                                                 | 10 de diciembre de 2023 - 24 de febrero de 2024                  |
| Secretaría Administrativa                                        | Elmiro Viramonte Olmos                                           | 24 de febrero de 2024 - en el cargo                              |
| Secretaría Parlamentaria                                         | Agustín Giustinian                                               | 10 de diciembre de 2023 - en el cargo                            |
| Dirección General de Comisiones                                  | Magdalena Molina                                                 | 10 de diciembre de 2023 - en el cargo                            |
| Dirección General de Relaciones Institucionales                  | David Axel Cohen                                                 | 10 de diciembre de 2023 - 3 de junio de 2025                     |
| Dirección General de Relaciones Institucionales                  | Iris Speroni                                                     | 3 de junio de 2025 - en el cargo                                 |
| Dirección General de Relaciones Internacionales                  | Solana Marchesan                                                 | 10 de diciembre de 2023 - 3 de junio de 2025                     |
| Dirección General de Relaciones Internacionales                  | Isolina Inés Correa Monterrubio                                  | 3 de junio de 2025 - en el cargo                                 |
| Observatorio de Derechos Humanos                                 | Claudia Rucci                                                    | 10 de diciembre de 2023 - 1 de enero de 2024                     |
| Observatorio de Derechos Humanos                                 | Claudia Rucci                                                    | 3 de junio de 2025 - en el cargo                                 |
| Programa de Gestión de Calidad y Extensión Parlamentaria         | Sandra Renzini                                                   | 10 de diciembre de 2023 - en el cargo                            |
| Dirección General de Administración                              | Horacio Pávito                                                   | 10 de diciembre de 2023 - en el cargo                            |
| Dirección General de Asuntos Jurídicos                           | Grisela García Ortiz                                             | 10 de diciembre de 2023 - 3 de junio de 2025                     |
| Dirección General de Asuntos Jurídicos                           | Jorge Martín Ferraro                                             | 3 de junio de 2025 - en el cargo                                 |
| Dirección General de Auditoría y Control de Gestión              | Iris Speroni                                                     | 10 de diciembre de 2023 - 3 de junio de 2025                     |
| Dirección General de Auditoría y Control de Gestión              | María Eugenia Tasende                                            | 3 de junio de 2025 - en el cargo                                 |
| Dirección General de Ceremonial, Protocolo y Audiencias          | María de las Mercedes Torres                                     | 10 de diciembre de 2023 - en el cargo                            |
| Dirección General de Comunicación Institucional                  | Gaspar Bosch                                                     | 10 de diciembre de 2023 - 23 de mayo de 2024                     |
| Dirección General de Comunicación Institucional                  | Rodrigo Pérez                                                    | 3 de junio de 2025 - en el cargo                                 |
| Dirección General de Cultura                                     | Daniel Oscar Abate                                               | 10 de diciembre de 2023 - en el cargo                            |
| Dirección General de Publicaciones                               | Diego Fernando El Haj                                            | 10 de diciembre de 2023 - 3 de junio de 2025                     |
| Dirección General de Publicaciones                               | Grisela Alejandra García Ortiz                                   | 3 de junio de 2025 - en el cargo                                 |
| Dirección General de Recursos Humanos                            | Diego Izurieta                                                   | 10 de diciembre de 2023 - 3 de junio de 2025                     |
| Dirección General de Recursos Humanos                            | Alejandra Laura Figini                                           | 3 de junio de 2025 - en el cargo                                 |
| Dirección General de Relaciones Parlamentarias                   | Marcelo Cinto Cortaux                                            | 3 de junio de 2025 - en el cargo                                 |
| Dirección General de Secretaría                                  | Juan Emilio Simoni                                               | 10 de diciembre de 2023 - en el cargo                            |
| Dirección General de Seguridad                                   | Vacante                                                          | Vacante                                                          |
| Dirección General de Taquígrafos                                 | Pablo Adrian Volpe                                               | 10 de diciembre de 2023 - en el cargo                            |

### Aumento salarial a senadores
Una de las polémicas que rodeó a Villarruel durante su Vicepresidencia y Presidencia del Senado de la Nación fue el aumento de las dietas de los Senadores de la Nación, que bajo la gestión de su predecesora Cristina Fernández de Kirchner habían dejado de estar atados a las paritarias del personal del Congreso de la Nación Argentina y se habían congelado, por la Crisis económica. Desde junio, los senadores perciben un sueldo bruto de 8 millones de pesos, con un salario neto de $4,5 millones, con un salario neto equivalente a unos 3.296 dólares (a dólar blue) y equivalente a unos 17,15 Salarios mínimos, vitales y móviles. 

## Historial electoral
|  | 13,90 % |

|  | 17,04 % |

|  | 29,86 % |

|  | 29,99 % |

|  | 55,65 % |

## Controversias

### En torno a la última dictadura cívico-militar

#### Acusaciones de negacionismo
Ha sido acusada de negacionismo del terrorismo de Estado en Argentina por varios medios de comunicación y organizaciones de derechos humanos.
Organizaciones por los derechos humanos del país repudiaron al CELTYV y a Villarruel por tener «opiniones del tipo negacionista» y «reivindicar a la teoría de los dos demonios», caracterización que comparten diversos medios extranjeros también. Villarruel por su parte rechaza los señalamientos, y sostiene que no es negacionista.

#### Posible sujeto de defensa en causa Etchecolatz
La última semana de agosto del 2023 se hizo público que el nombre y el celular de Villarruel estaba anotado «de puño y letra» por Miguel Osvaldo Etchecolatz (condenado por secuestro y asesinato en la Noche de los Lápices) en la agenda donde preparaba la defensa de su juicio en 2006 por delitos de lesa humanidad. Las anotaciones que había hecho el expolicía fallecido están en manos de la justicia luego de allanamientos en la cárcel donde estaba recluido en Marcos Paz.

#### Participación en marcha por la libertad de los militares condenados
El 21 de diciembre de 2005 participó de la primera marcha de la Asociación de Familiares y Amigos de los Presos Políticos de Argentina (AFyAPPA), una asociación que considera «presos políticos» a los militares y personal de las fuerzas de seguridad procesados por la justicia civil por su participación en el terrorismo de Estado durante la última dictadura militar y pide su liberación. En dicha marcha se observa a Villarruel junto a un cartel amarillo con la leyenda «Kirchner llama delincuentes a los que nos salvaron del terrorismo subversivo».

#### Defensa de Juan Daniel Amelong, condenado por delitos de lesa humanidad
El día 8 de noviembre del 2023, en el contexto del debate nacional de los candidatos a la vicepresidencia anterior al balotaje, Villarruel sostuvo ante Agustín Rossi sobre los militares detenidos por delitos de lesa humanidad que «Lo que me parece importante es que reconozcamos que acá hubo víctimas del terrorismo que no tienen derechos humanos, muchas de esas personas también están detenidas. Por ejemplo, Amelong es una persona cuyo padre fue asesinado por Montoneros, en democracia, en la ciudad de Rosario, ciudad que vos conocés muy bien». Juan Daniel Amelong es un ex teniente coronel del ejército argentino que fue condenado por crímenes cometidos mientras fue parte de los grupos de tareas que dependían del Destacamento 121 de Inteligencia del Ejército en la ciudad de Rosario. Fue condenado a tres cadenas perpetuas, con una sentencia por 10 años y una quinta cadena perpetua por la sustracción de los mellizos Gullino. Además se encuentra procesado por la desaparición del militante peronista Miguel Membrive.

### Pasajes utilizados de manera discrecional
Al poco tiempo de asumir se la acusó de usar los pasajes aéreos provistos por el Estado, otorgados a los diputados para fomentar el federalismo y la participación democrática, para ir a actos partidarios. Tal como informa la página web del Congreso de la Nación los pasajes son intransferibles y vencen a los 30 días de otorgados por lo que la diputada Villarruel emitió en febrero y marzo pasajes a futuro informando en sus redes sociales las actividades legislativas realizadas. Villarruel justificó el uso de estos pasajes, afirmando que iría a todos los rincones del país donde haya argentinos sin ser escuchados, mientras no sesionase la cámara, ya que esto era parte de su función como diputada.

## Libros
- Los llaman... jóvenes idealistas. Buenos Aires: Centro de Estudios Legales sobre el Terrorismo y sus Víctimas (CELTYV). 2009. ISBN 9789872545802.[53]
- Los otros muertos - Las víctimas civiles del terrorismo guerrillero de los 70. Buenos Aires: Sudamericana. 2014. ISBN 9789500747110. En coautoría con Carlos A. Manfroni.[23]